# Radio Telstar Offenburg
Radio Telstar Offenburg (RTO) war ein von 1987 bis zum 31. Dezember 1992 im badischen Offenburg ansässiger kommerzieller privater Hörfunksender, einer der ersten seiner Art in Baden-Württemberg. Das Sendestudio befand sich im Offenburger Gewerbegebiet auf dem Gelände der Firma Leonhardt Elektronik.

## Geschichte
RTO war quasi der legale Nachfolger des ehemaligen belgischen Piratensenders Radio Telstar International (RTI) im Dreiländereck (Gemmenich) unmittelbar vor Aachen, welcher knapp ein halbes Jahr sendete und dann durch die belgische Staatsanwaltschaft geschlossen wurde. Der eigentliche Gründer von RTl und RTO war Helmut Slawik alias Helmut Peters, eine in der Piratenradioszene nicht unbekannte Person. In der ersten Zeit (1987–1989) bestand das Programm von RTO überwiegend aus auf Tonbändern vorproduziertem Material ehemaliger RTI-Moderatoren, der Anteil an Live-Sendungen war recht gering. Das änderte sich im Laufe der Zeit, es kamen neue Moderatorencrews dazu, die Sendungen wurden lokalbezogener, um auch mehr Werbekunden zu gewinnen. RTO fungierte als offizielles Live-Messeradio aus den Oberrheinhallen in Offenburg, im August 1989 sendete man täglich direkt von der Internationalen Funkausstellung in Berlin. Bekannte Moderatoren waren Stephan Kaiser (heute Radio NRW), Patrick Lynen (später HR1, SWF3 und RTL, bekannt auch als Buchautor und Moderationstrainer), Johnny Best "JB" (heute Betreiber von radioszene.de), Patrick Schneider (als Henk van Boven bekannt von WDR1), Günther Laubis (heute SWR), Peter Funk und Stefan Kramer.

## Programmstruktur
Das Programmschema hatte man im Laufe der Zeit mehrmals abgeändert. RTO war kein reines Chart-Radio, auch wenn zwischendurch mal Hitparaden oder aktuelle Stücke präsentiert wurden. Im Schwerpunkt wurden Titel der internationalen Rock-/Popmusik verschiedener Genres gespielt, welche man nicht auf jedem Sender hörte. Die Moderatoren sprachen locker und schnell wie bei Piratensendern in bereits gestartete Musiktitel, so dass ein gewisser durchgängiger "Drive" entstand, man verwendete Jingles nach anglo-amerikanischem Muster. Jeder Moderator stellte seine Sendung komplett selbst zusammen und fuhr auch die Technik ("Selbstfahrerbetrieb"), es gab keine Redaktion. Auch verzichtete man (vor allem aus Kostengründen) auf Nachrichten und Verkehrsdurchsagen, im Vordergrund stand die Musik und ein unverwechselbares Flair aus der Piratenzeit. In den letzten Sendejahren bestand das Programm täglich von 11.00 Uhr bis 13.30 Uhr aus aktuellen Magazinsendungen mit Infos aus der Region, gelegentlichen Interviews und etwas Politik, von 19.00 Uhr bis 21.00 Uhr aus reinen, spartenbezogenen Musikshows, in welchen sich die Moderatoren persönlich einbrachten ("Personality Shows"). Das Abendprogramm war nicht immer live, es wurden auch auf  DAT-Cassetten vorproduzierte Sendungen zeitsynchron ausgestrahlt.

## Niedergang
RTO musste die UKW-Frequenz (zuerst auf 101,6 MHz mit lediglich 100 Watt Sendeleistung, später auf 107,4) mit dem weiteren Anbieter Radio Ohr (heute HITRADIO OHR) teilen, ein sogenanntes Frequenz-Splitting. Das führte schon ab Anfang zu immer größeren Problemen und Engpässen, auch zu Spannungen mit der Konkurrenz. RTO hatte nur 4,5 Stunden Sendezeit täglich zur Verfügung, der Löwenanteil kam von Radio Ohr. Später bekam Radio Ohr noch die Frequenz 104,9 MHz zugeteilt, auf welcher ein volles 24-Stunden-Programm ausgestrahlt wurde. Unter diesen ungünstigen Bedingungen war es für RTO sehr schwierig, eine eigene Identität aufzubauen – nur Insider unter den Hörern bemerkten, dass in zwei täglichen, kurzen Zeitfenstern nicht Radio Ohr, sondern RTO sendete. Hinter Radio Ohr standen große Verlagsgesellschaften, RTO wurde rein vom Eigentümer und Geschäftsführer Frank Leonhardt (ein enthusiastischer Fan und Kenner der Piraten- und Offshoreradio-Szene) neben seiner Elektronik-Firma betrieben bzw. finanziert. Neue Werbung und Sponsoren zu finden gestaltete sich auf Dauer dementsprechend problematisch, bis keine Kostendeckung mehr gegeben war – die Werbeeinnahmen sanken auf Null, die Moderatoren arbeiteten unentgeltlich. Auch die Einspeisung in verschiedene Breitbandkabelnetze der Ortenau hielt die Talfahrt nicht auf. Ende 1989 kam es zum Beinahe-Sendestopp, nach zwei weiteren Jahren hartem Überlebenskampf schwieg RTO schlussendlich am 31. Dezember 1992 um 21 Uhr für immer.
Einige durch Radio Telstar Offenburg bekannt gewordene Moderatoren wechselten danach zum öffentlich-rechtlichen Hörfunk der ARD oder zu anderen privaten Hörfunksendern.